# Magadi (Rural), Magadi
Magadi (Rural) là một làng thuộc tehsil Magadi, huyện Ramanagara, bang Karnataka, Ấn Độ.